# Jonathan Bleue
Jonathan Bleue est un personnage fictif interprété par François Maranda. Il est le chef du Parti Bleue, un parti politique fictif utilisé dans le cadre de la campagne électorale fédérale canadienne de 2004.
En juin 2004, la brasserie Labatt profite de l'impopularité générale des campagnes électorales estivales pour offrir une alternative aux vieilles chicanes entre Libéraux, Souverainistes et Conservateurs en proposant un parti politique «le fun» et un chef jeune et charismatique. Le sujet principal des publicités est évidemment le plaisir procuré par la plus populaire bière de la brasserie Labatt, la Labatt Bleue.
Un album de Noël sera même mis sur le marché à la fin de l'année 2004.